# یک روز سخت (فیلم ۲۰۲۱)
یک روز سخت (به انگلیسی: A Hard Day) یک فیلم اکشن و هیجان انگیز فیلیپینی محصول سال ۲۰۲۱ به کارگردانی لارنس فاجاردو و تهیه کنندگی آرلین تامایو است. این فیلم بر اساس فیلم کره ای به همین نام در سال ۲۰۱۴ ساخته کیم سونگ هون با بازی دینگدونگ دانتس و جان آرسیلا ساخته شده‌است و در جشنواره فیلم مترو مانیل ۲۰۲۱ شرکت داشته‌است. این فیلم توسط VIVA Films تولید و همچنین توسط GMA Pictures توزیع شد.

## بازیگران
- دینگدونگ دانتس در نقش کارآگاه ادموند ویلون[۲]
- جان آرسیلا در نقش ستوان آس «افسوس» فرانکو[۲]
- الطنطای به عنوان رئیس
- جانو گیبز در نقش آرتور
- مگ امپریال در نقش اریکا سانتینو
- رافا فالوس-رین آس جفرسون
- گوجی لورنزانا در نقش آلوین
- ای جی موهلاچ در نقش دانته سانتینو
- آرویک تان در نقش بنجو
- گری لیم در نقش ناتان
- نه یکشنبه به عنوان آپیونگ
- خلیج جلسون در نقش اریس
- پیو بالبوئنا در نقش آمانته
- کدبون کولیم در نقش راکی
- لو ولوسو در نقش ادوارد
- لندر ورا پرز در نقش رامون
- آرچی آداموس در نقش مایک
- کلید گیمنو را در نقش لیا ببینید
- وینسنت سوورین در نقش رولند
- رونالد مورنو در نقش فردی
- ماریتا زوبل در نقش لیدیا